# Stenaophorura lubbocki
Stenaophorura lubbocki är en urinsektsart som beskrevs av Bagnall 1935. Stenaophorura lubbocki ingår i släktet Stenaphorura, och familjen blekhoppstjärtar. Arten är reproducerande i Sverige.